# Eugene Campbell (ishockeyspelare)
Eugene Edward "Gene" Campbell, född 17 augusti 1932 i Minneapolis, död 8 april 2013 i Spring Park, var en amerikansk ishockeyspelare.
Campbell blev olympisk silvermedaljör i ishockey vid vinterspelen 1956 i Cortina d'Ampezzo.